# Boemia ai Giochi della V Olimpiade
La Boemia partecipò ai Giochi della V Olimpiade che si sono svolti a Stoccolma dal 5 maggio al 27 luglio 1912, con una delegazione di 43 atleti impegnati in otto discipline.